# بیلی لینوارد
بیلی لینوارد (انگلیسی: Billy Linward؛ 1877 – 1940 (aged 62)) بازیکن فوتبال اهل بریتانیا بود.
از باشگاه‌هایی که در آن بازی کرده‌است می‌توان به باشگاه فوتبال آرسنال، باشگاه فوتبال دونکستر راورز، باشگاه فوتبال وستهام یونایتد، باشگاه فوتبال نوریچ سیتی، و باشگاه فوتبال کیلمارنوک اشاره کرد.